# سانتا پائولینا
سانتا پائولینا (به ایتالیایی: Santa Paolina) یک کومونه در ایتالیا است که در استان آولینو واقع شده‌است.

## خصوصیات
سانتا پائولینا ۸ کیلومترمربع مساحت و ۱٬۴۵۷ نفر جمعیت دارد و ۵۵۰ متر بالاتر از سطح دریا واقع شده‌است.